# Antonio Ghisu
Antonio Ghisu (Cagliari, 18 gennaio 1875 – Cagliari, 17 gennaio 1951) è stato un pittore italiano.

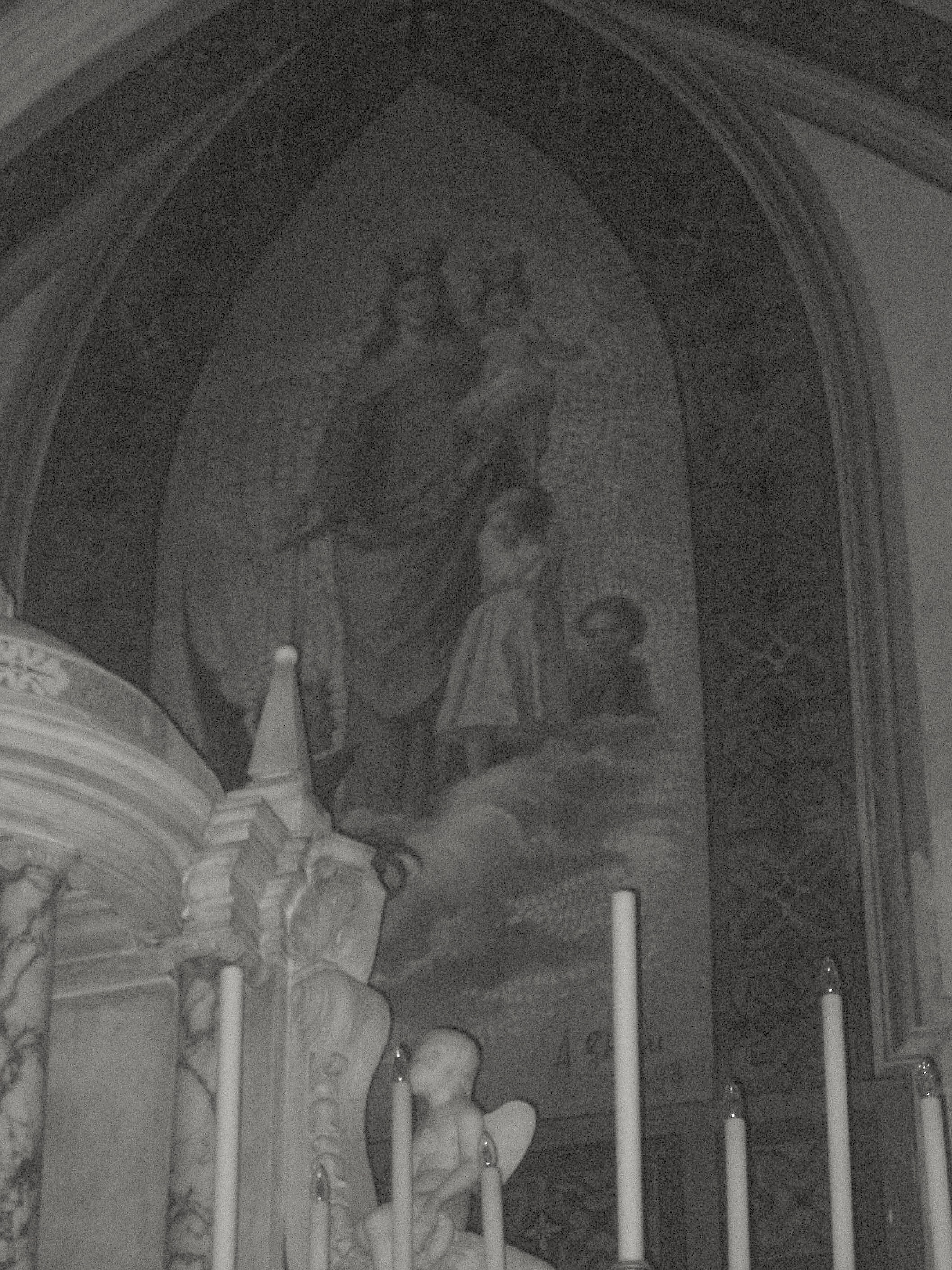
Antonio Ghisu, Madonna con Bambino, 1898, Quartucciu (Ca), Chiesa di San Giorgio, tempera su muro

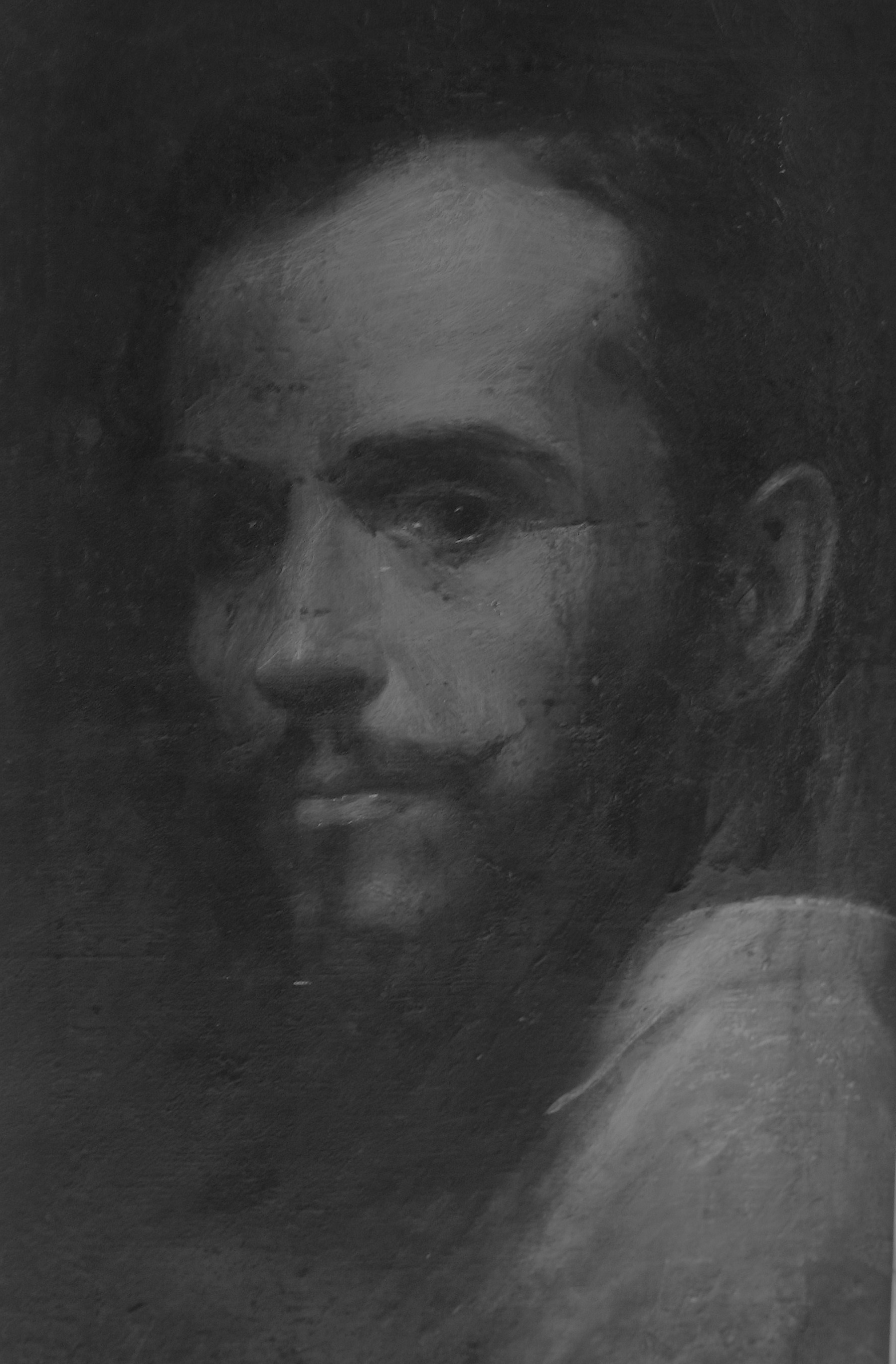
Antonio Ghisu, Autoritratto, 1904, olio su tela, Cagliari, collezione privata

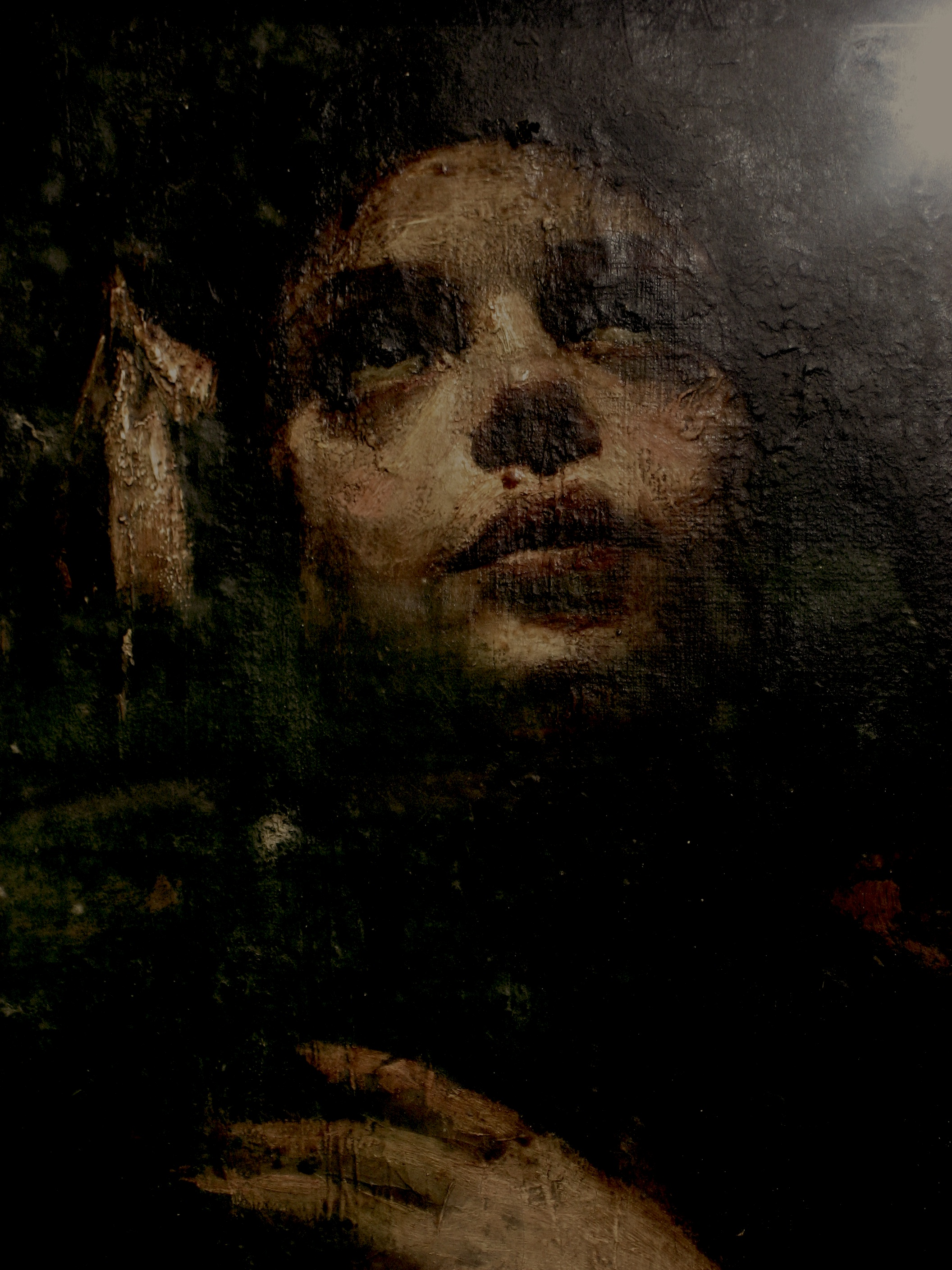
Antonio Ghisu, Ritratto di Maria, 1906, olio su tela, Quartu S. Elena (Ca), collezione privata

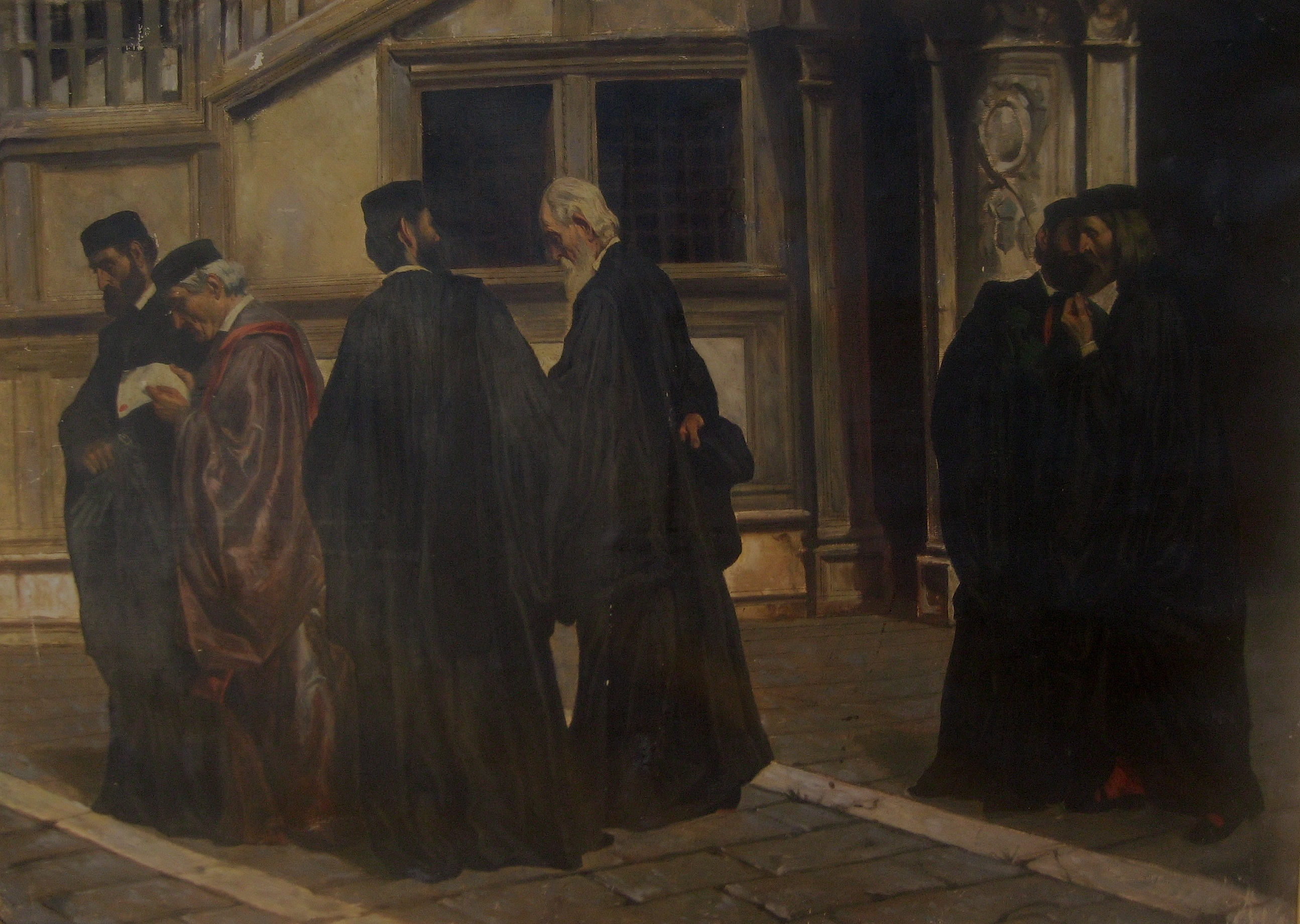
Antonio Ghisu, Il Consiglio dei Dieci (dettaglio, copia da Bernardo Celentano), ante 1905, tempera su tela, Cagliari, collezione privata

Esponente della corrente pittorica del Verismo sociale, Antonio Ghisu ha ricoperto l'incarico di consigliere comunale del capoluogo sardo nella giunta del sindaco Gavino Dessì Deliperi negli anni 1921-1923, prima dell’avvento del regime fascista. Fervente socialista e massone, verrà bandito dall'ambiente culturale isolano a causa del suo attivismo di sinistra. 
A Cagliari i suoi cicli pittorici più importanti sono andati perduti, come la volta dell'Aula Magna dell'Università e la Corale Verdi, o distrutti durante i bombardamenti del 1943: la decorazione dello studio dell'Assessore di Servizio al Palazzo Civico, della chiesa dei Santi Giorgio e Caterina in via Manno, della cupola della Basilica di N.S. di Bonaria. Al momento non sono state rintracciate le tele che nel suo testamento aveva destinato alla Galleria d'Arte Comunale di Cagliari.

## Biografia
Antonio Ghisu nasce a Cagliari il 18 gennaio 1875 da Battista e Rita Campus, piccoli commercianti del quartiere Marina, terzo di sei figli: Efisio, Speranza, Giuseppina, Dorotea e Grazietta. Fin da giovanissimo si rivela incline al disegno, tanto da persuadere il Comune di Cagliari a concedergli una borsa di studio per frequentare l'Accademia di Belle Arti a Roma.
Nel 1898 gli viene commissionata la prima importante commissione, la decorazione dell'abside della chiesa di San Giorgio a Quartucciu: un affresco raffigurante una Madonna con Bambino, di chiara influenza preraffaellita, ispirati ai mosaici dell'abside della chiesa romana di San Paolo dentro le Mura di Edward Burne-Jones.
Nel 1900 illustra a china una serie di racconti di Mortze Jan dal titolo Inverno, con l'editore Renato Manzini. Tra queste illustrazioni, La Venditrice Ambulante e Lo Scemo rivelano particolare sensibilità nei confronti di ultimi e derelitti, alla maniera del verismo sociale. Nel 1903 per lo stesso editore illustrerà anche il volume di novelle Vinti!
A Roma frequenta gli intellettuali sardi della capitale: Carlo Mariotti, il poeta Salvator Ruju, il musicista Nino Alberti (per il quale realizza nel 1902 le scenografie dell'opera Barbagia).
Nel 1904, in compagnia dei colleghi pittori Giovanni Marchini e Cesare Averardi, compie un viaggio a piedi da Roma a Napoli, dove si stabilisce alcuni mesi ed entra in contatto con la celebre scuola pittorica locale di formazione morelliana (Domenico Morelli era scomparso nel 1901) e studia dal vivo le opere della Scuola di Posillipo.
Nello stesso anno realizza un autoritratto in stile tardo romantico, con echi veristi, ispirato al Ritratto in costume arabo di Domenico Morelli.
Nel 1905 Antonio Ghisu fa definitivamente ritorno a Cagliari, portando con sé le tele degli anni romani, che conserva fino alla morte.
Nello stesso anno l'Università di Cagliari gli commissiona un ritratto del re Vittorio Emanuele III e la decorazione della volta dell'Aula Magna, da realizzare in soli quindici giorni, per un compenso di 400 lire. 
A causa del suo radicale idealismo, non chiede né riceve nessuna retribuzione, nel novembre dello stesso anno, per la decorazione della Corale Verdi di Cagliari, in viale Regina Margherita. Del 1906 è il Ritratto di Maria, sua nipote, una delle poche tele superstiti ad oggi conosciute. Nel ritratto della giovane, Antonio Ghisu si dimostra vicino agli esiti pittorici del suo coetaneo Antonio Mancini, che si può ipotizzare abbia incontrato durante i mesi del suo soggiorno napoletano.
Negli anni della maturità diventa il compagno della scrittrice Maria Delogu, che lo descrive “infervorato dei problemi sociali, fraternizza con le masse operaie, vivendo la sua giornata tutta per il lavoro, noncurante dei trionfi effimeri, perché galantuomo nell'arte come nella vita”. La sua attività sociale è documentata da una lettera di elogio e ringraziamento inviatagli da Cesare Battisti il 17 dicembre 1914.
Nel 1907 con Melis Marini, Figari, Rossino, Cao e Boero partecipa alla mostra Ars Sardiniae.
Nel 1909 illustra l'album Pro Sicilia e Calabria, in favore delle famiglie delle vittime del terremoto. 
Nel 1909 entra a far parte della Società degli Amatori e Cultori d’Arte di Cagliari, dello scultore Eugenio Serra e dell'archeologo Antonio Taramelli, insieme ai colleghi Rossino e Pintor e agli scultori Boero, Valli, Trojani e Fadda, e agli storici dell'arte Dionigi Scano e Carlo Aru, quest'ultimo gli commissiona la decorazione della cappella di famiglia al Cimitero Monumentale di Bonaria. 
Nel 1911 partecipa alla decorazione interna delle sale del Palazzo Civico di Cagliari. Per i dipinti, Antonio Ghisu sceglie la rappresentazione della città di Cagliari nella sua storia passata, presente e futura, inserisce le grandi tele in cornici a stucco in stile secessionista viennese, con telamoni-tritoni modellati alla maniera di Adolfo Wildt, alternati a motivi geometrici ispirati al repertorio dell'artigianato tradizionale sardo. La scrittrice Maria Delogu (Bortigali, 1882 - Cagliari, 1954), sua compagna negli anni della maturità, nel necrologio che scrive per L'Unione Sarda all'indomani della morte dell'artista, elogia “gli azzurri di Previsione”, la parte dedicata all’avvenire di Cagliari, e il disegno dei “torsi nudi degli uomini in fatica".
Per la cappella Dessì del Cimitero di Quartu Sant'Elena realizza nel 1913 una Pietà, con la stessa tecnica utilizzata per la cappella Aru al Cimitero Monumentale di Bonaria, la tempera su muro che simula un fondo oro a mosaico. Oggi la cappella versa in un evidente stato di degrado.
Nel 1919 esegue l'affresco con San Michele Arcangelo nella lunetta del portale di ingresso della Chiesa Parrocchiale di Aritzo (Nu).
Durante la prima guerra mondiale si dedica completamente all'assistenza delle famiglie dei richiamati.
Su invito dell'ingegnere Riccardo Simonetti, tra il 1922 e il 1924 decora la volta e l'abside della chiesa dei Santi Giorgio e Caterina, distrutta in seguito al bombardamento del 13 maggio 1943.
Il suo ultimo, significativo lavoro riguarda gli affreschi della volta della Basilica di Bonaria. Antonio Ghisu stipula il contratto in data 20 agosto 1920 con l'ing. Riccardo Simonetti, direttore dei lavori di completamento della chiesa, che lo sceglie come ideatore ed esecutore materiale del ciclo pittorico e decorativo, a capo di un’équipe di decoratori e stuccatori. L’importo pattuito è di 27.000 lire. “Opera d’arte austera e nobilissima che se non sorprende chi non soltanto da oggi conosce il talento del valoroso pittore cagliaritano, è realmente degna della più viva ammirazione” scrive Nino Alberti, che ha il privilegio di vederla appena vengono smantellati i ponteggi, nell’aprile del 1923. Il bombardamento del 1943 è così devastante da rendere impossibile il restauro dell’opera. Resta comunque una modesta documentazione fotografica e un bozzetto da cui si possono desumere alcune informazioni. 
La decorazione pittorica riguardò le otto vele della cupola e i quattro pennacchi di raccordo della volta con l’abside. Nelle vele, scandite da costoloni palmiformi in stucco dorato, venne narrata la storia della fondazione della Basilica.
Osteggiato dal regime fascista per le sue idee dichiaratamente socialiste, si sposta sul colle di Bonaria, in località Montixeddu (attuale via Palermo), dove nel 1925 aveva acquistato un ampio terreno dai conti Vassallo e allestito il suo atelier, dove continua a dipingere ritratti e paesaggi per la committenza privata.
Nel 1945 fa ritorno nella sua casa cagliaritana della Marina, in via Sicilia, dove si spegne il 17 gennaio 1951. Viene sepolto nel Cimitero Monumentale di Bonaria.